# Чапко Тарас Олексійович
Тара́с Олексі́йович Чапко — старший солдат Збройних сил України, учасник російсько-української війни.

## З життєпису
Військовослужбовець 95-ї окремої аеромобільної бригади, старший навідник мінометного взводу. Поранений, лікувався в Житомирському гарнізонному військовому госпіталі.

## Нагороди
19 липня 2014 року — за особисту мужність і героїзм, виявлені у захисті державного суверенітету та територіальної цілісності України, вірність військовій присязі під час російсько-української війни, відзначений — нагороджений орденом «За мужність» III ступеня.